# Titularbistum Theudalis
Theudalis (ital.: Teudali) ist ein Titularbistum der römisch-katholischen Kirche.
Es geht zurück auf einen untergegangenen Bischofssitz in der gleichnamigen antiken Stadt, die in der römischen Provinz Africa proconsularis (heute nördliches Tunesien) lag. Der Bischofssitz war der Kirchenprovinz Karthago zugeordnet.
| Titularbischöfe von Theudalis |                            |                                                                  |                    |                   |
| Nr.                           | Name                       | Amt                                                              | von                | bis               |
| 1                             | Renato Fontenelle          |                                                                  | 25. März 1955      | 28. März 1957     |
| 2                             | Alfred-Joseph Atton        | Weihbischof in Orléans Koadjutorbischof von Langres (Frankreich) | 8. August 1957     | 15. Januar 1964   |
| 3                             | William Gordon Wheeler     | Koadjutorbischof von Middlesbrough (Großbritannien)              | 29. Januar 1964    | 25. April 1966    |
| 4                             | Gabriel Larraín Valdivieso | Weihbischof in Santiago de Chile (Chile)                         | 12. September 1966 | 1975              |
| 5                             | Guillermo Leaden SDB       | Weihbischof in Buenos Aires (Argentinien)                        | 28. Mai 1975       | 14. Juli 2014     |
| 6                             | José María Baliña          | Weihbischof in Buenos Aires (Argentinien)                        | 16. Januar 2015    | 21. November 2023 |